# Ectropis baeticaria
Ectropis baeticaria är en fjärilsart som beskrevs av Georg Ludwig Scharfenberg 1805. Ectropis baeticaria ingår i släktet Ectropis och familjen mätare. Inga underarter finns listade i Catalogue of Life.